# IBM 701

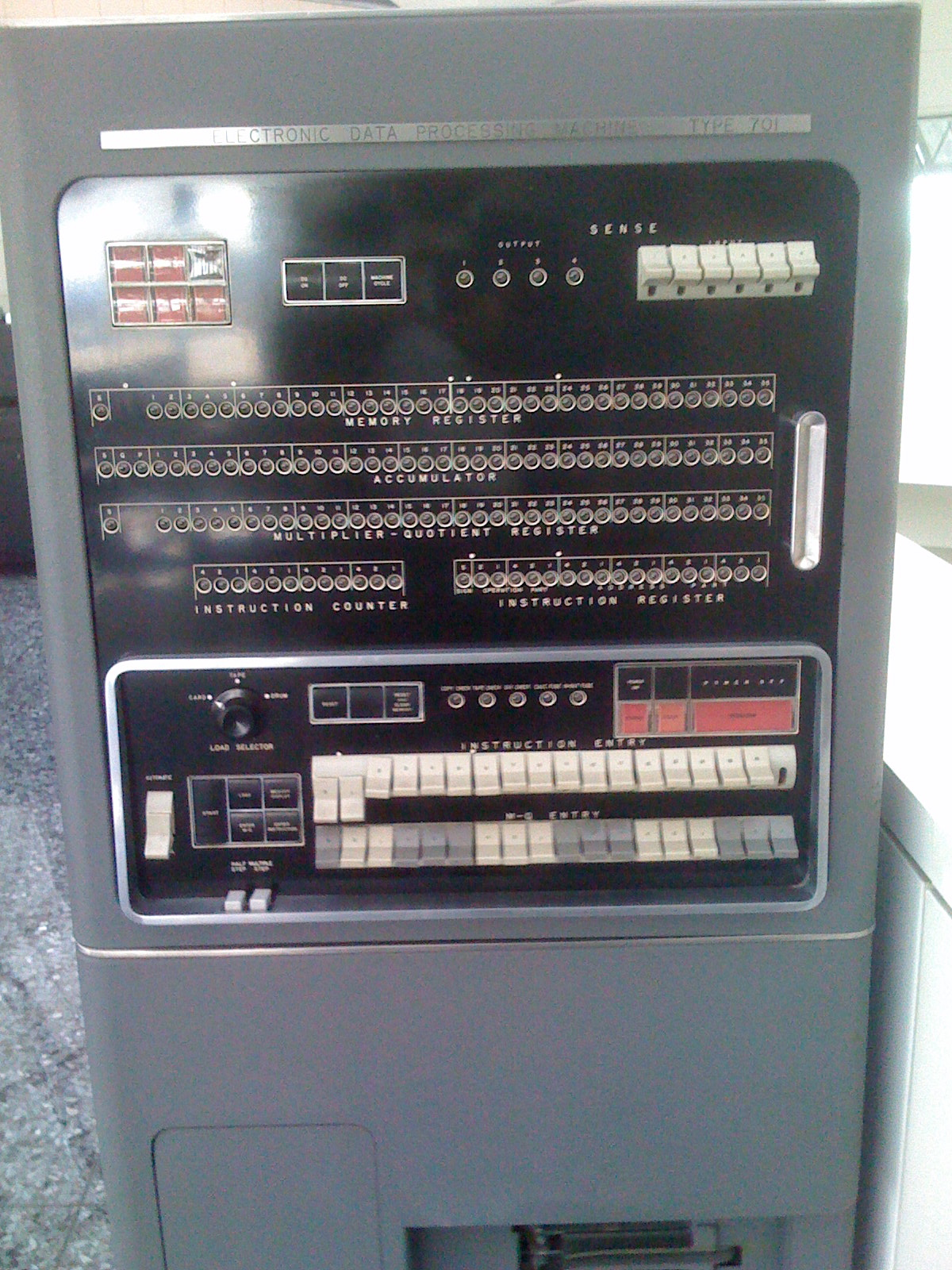
Консоль оператора IBM 701.

IBM 701 (IBM 701 Electronic Data Processing Machine; также известна как Defense Calculator) — первая коммерческая массовая большая компьютерная система для научных вычислений корпорации IBM, работавшая на электронных лампах, и давшая начало первой серии 700/7000 больших компьютерных систем класса мейнфреймов.
На момент выпуска это был один из самых высокопроизводительных компьютеров в мире, по современным понятиям вполне подходящий под определение суперкомпьютера.

## История
Проект компьютера IBM 701 был создан не на пустом месте. Со времени своего основания в 1911 году у компании International Business Machines (IBM) одной из специализаций было создание больших бухгалтерских электро-механических табуляционных машин для автоматической обработки информации, записанной на перфокартах.
В 1939—1944 годах по заказу ВМС США компания IBM создала свой первый электро-механический программируемый компьютер Automatic Sequence Controlled Calculator (ASCC) — сегодня более известный как «Гарвардский Марк I» массой около 4,5 тонны, построенный на переключателях и реле, с использованием наработок английского математика и изобретателя Чарльза Бэббиджа. Затем в 1944—1947 годах в IBM разработали обновлённый программируемый компьютер IBM Selective Sequence Electronic Calculator (IBM SSEC), представляющий собой гибрид из электронных ламп и электромеханических реле.
И уже в процессе разработки гибридного компьютера «IBM SSEC» начался проект создания совершенно нового исключительно электролампового компьютера IBM Naval Ordnance Research Calculator (IBM NORC) по заказу Главного управления вооружения ВМС США, который в итоге окончательно был сдан в эксплуатацию только в 1954 году, но на тот момент явился самым мощным в мире суперкомпьютером.
А разработка электро-лампового компьютера IBM 701 явилась побочным ответвлением (упрощённым вариантом) военного компьютера IBM NORC. Его разрабатывали в течение нескольких лет в лаборатории IBM в Покипси (штат Нью-Йорк).
Система IBM 701 была спроектирована и разработана первопроходцами компьютерной инженерии Джерриером Хаддадом и Натаниэлем Рочестером на основе IAS-машины, построенной в Институте перспективных исследований, в Принстоне (штат Нью-Джерси). Многолетние разработки новой машины включали в себя не только создание нового аппаратного обеспечения, но и создание нового системного программного обеспечения, а также нового языка программирования ассемблера для этих машин.
Все эти разработки держались в строгом секрете до тех пор, пока в 1951 году от правительства США не было получено разрешение на коммерческую продажу этих машин, так как в первую очередь компьютеры такой мощности использовались исключительно в военных проектах.
Примерно в это же время компания Engineering Research Associates (в дальнейшем Remington Rand) также в строгом секрете разрабатывала свою конкурирующую компьютерную систему «Atlas II» в первую очередь по заказу ВМС США, а также для рынка научных вычислений. И в 1952 году Engineering Research Associates также получила разрешение Управления безопасности Вооружённых сил (предшественник Агентства национальной безопасности) коммерциализировать проект компьютера «Atlas II» с условием, что несколько специализированных инструкций будут удалены из коммерческой версии, которая и получила наименование ERA/UNIVAC 1103. Компьютер UNIVAC 1103 имел много общего со своим прямым конкурентом IBM 701, хотя и имел отличия.
Впервые о выпуске новой компьютерной системы IBM 701 компания IBM официально объявила 29 апреля 1952 года, но поставки машин клиентам начались в 1953 году.
Изначально в IBM предполагали, что продадут не более пяти компьютеров, но в итоге компания IBM выпустила 19 экземпляров модели 701. Этот компьютер чаще всего предоставлялся в лизинг в среднем за 8100 $ в месяц. Продажа этой модели прекратилась 1 октября 1954 года, когда на смену ей пришла улучшенная модель IBM 704.

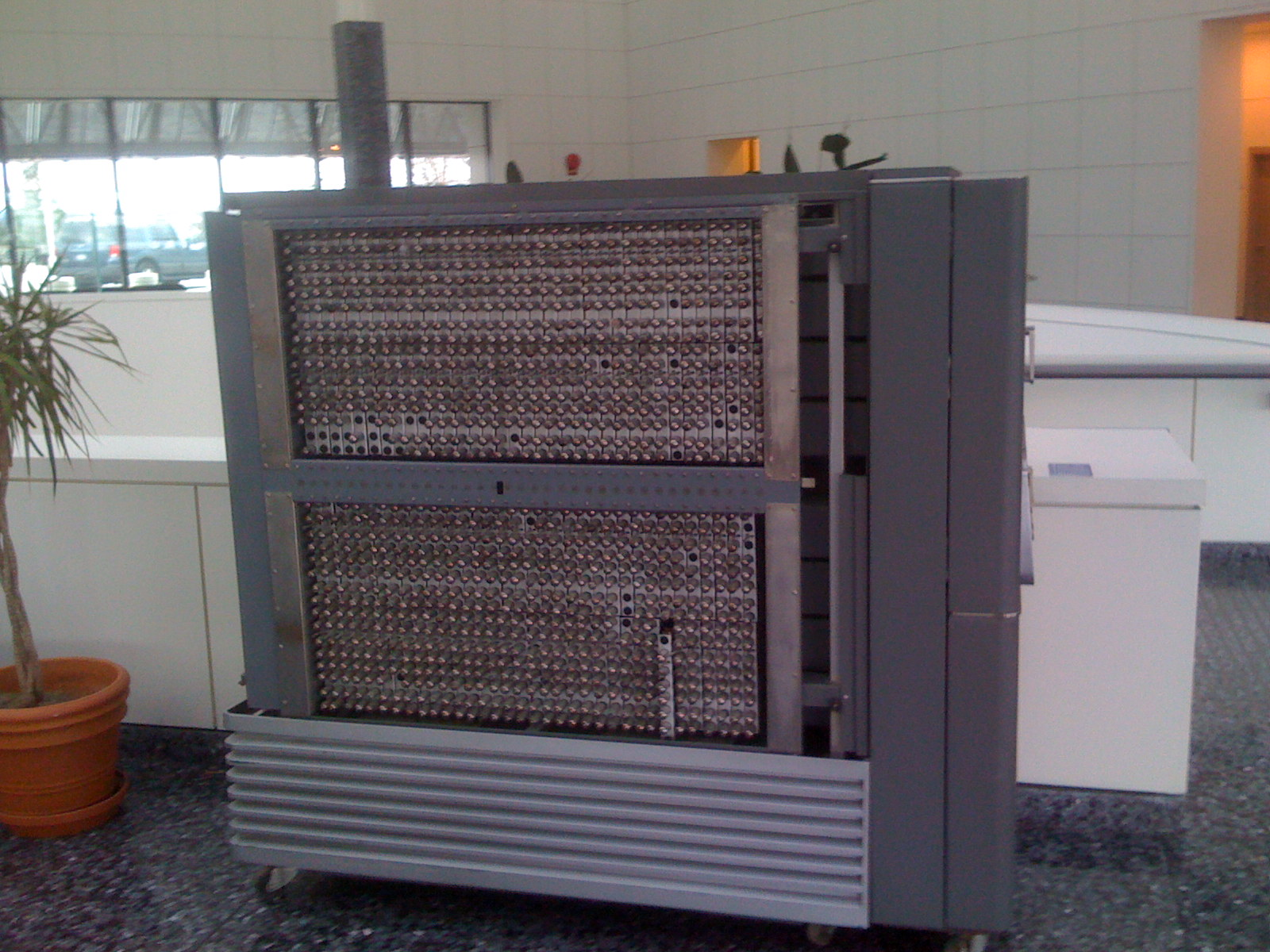
Процессорная часть IBM 701 с 1071 вакуумной лампой

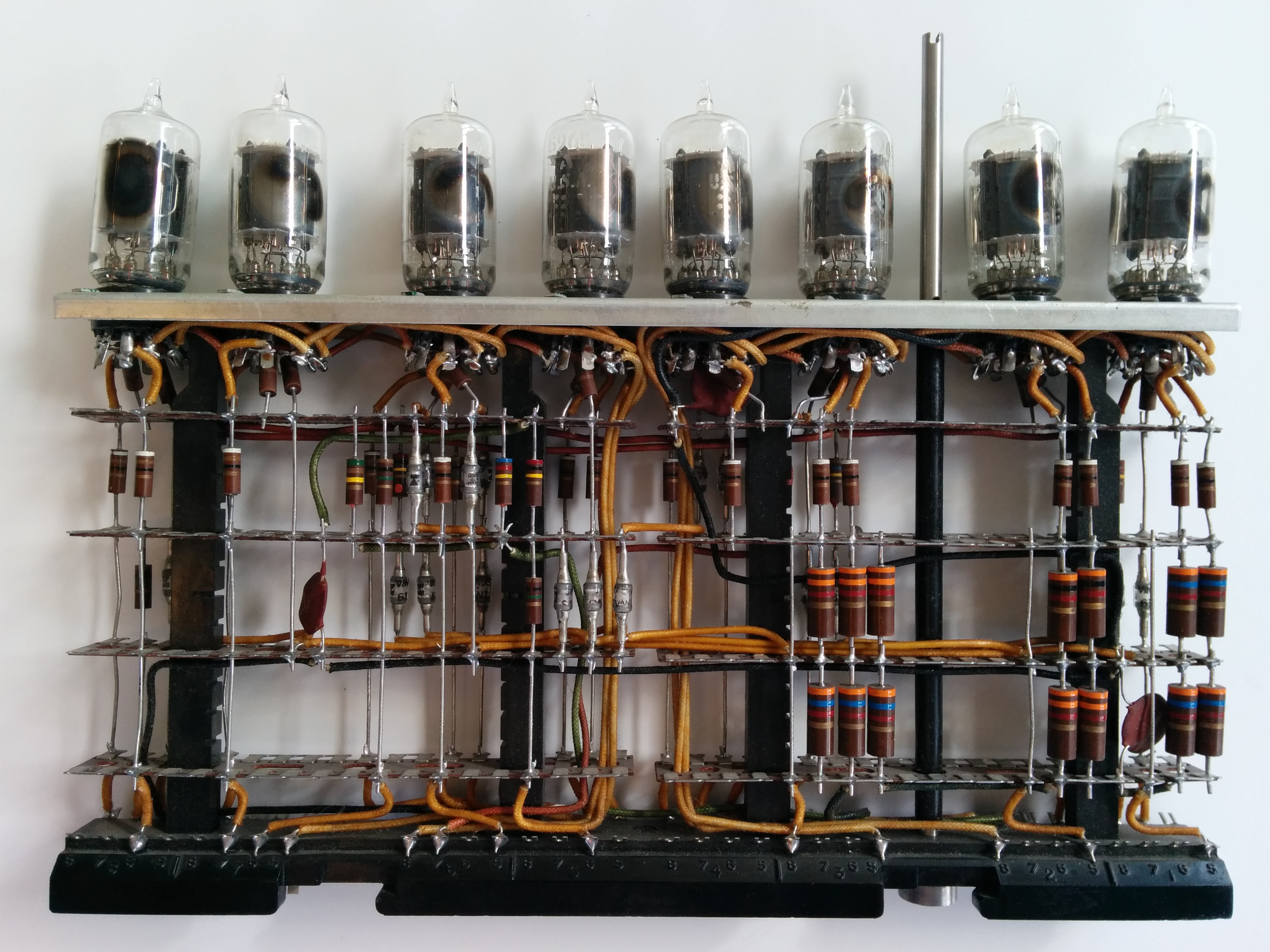
Ламповый логический модуль от компьютера IBM серии 700

IBM 701 был первым компьютером в серии IBM 700/7000, которая была ответственна за распространение электронных вычислений во всем мире и за доминирование корпорации IBM на рынке мейнфреймов в 1960-х и 1970-х годах, что продолжается и сегодня. IBM 700/7000 — серия самых высокопроизводительных и надёжных компьютеров IBM вплоть до появления принципиально новой серии IBM System/360 в 1964 году.
Бизнес-ориентированным собратом 701-го была модель IBM 702, а более дешёвым собратом общего назначения был знаменитый IBM 650, который стал первым массовым компьютером в мире.

## Архитектура

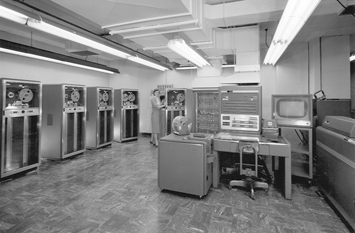
Установка IBM 704.

Логические цепи этого компьютера были построены на электронных лампах, а ОЗУ этих машин было построено на основе электронно-лучевых трубок Уильямса-Килберна.

### Формат данных
- Числа с фиксированной точкой длиной 36 или 18 бит, формат с плавающей точкой не поддерживался.
- Числа с фиксированной точкой хранились в двоичном представлении со знаком.

### Формат команд
Команды были одноадресные и имели длину 18 бит.
- Разряд знака (1 бит) — использовался как признак размера операнда: если установлен признак отрицательного числа, происходит обращение к целому слову, иначе к половинному слову.
- Код операции (5 бит) — 32 команды.
- Адрес (12 бит) — 4096 адресов половинных слов.

Память расширялась с 2048 до 4096 слов.

### Регистры
Регистры включали:
- AC — 38-битный аккумулятор
- MQ — 36-битный регистр «множителя/остатка»

### Память
2048 или 4096 36-битных двоичных слов, способных содержать 6 6-битных символов.

## Сравнение сUNIVAC 1103
В качестве памяти использовались не ртутные линии задержки, а 3 запоминающие электронно-лучевые трубки Уильямса. Они были более надежными, чем обычные электровакуумные лампы. Трубки Уильямса позволяли считать все биты слова за раз, в отличие от ртутных линий задержки UNIVAСа, где чтение производилось бит за битом.
Процессор работал значительно быстрее, чем у UNIVAСа: почти 2200 умножений в секунду против 455. Процессор IBM 701 мог в секунду выполнять почти 17 000 сложений и вычитаний, а также большинство других операций.
Накопитель на магнитной ленте IBM на 8 млн байт мог останавливаться и стартовать гораздо быстрее UNIVAC. Кроме того, он мог считывать или писать 12 500 символов в секунду. В отличие от UNIVAC с его удобными буферами памяти, процессору IBM приходилось обрабатывать все операции ввод-вывод, что могло значительно повлиять на производительность программ.
В начале 1954 года комиссия Объединенного Комитета начальников штабов США потребовала провести соревнование между UNIVAC 1103 и IBM 701 с целью решить, какая машина будет использоваться для проекта численного прогноза погоды. Испытания показали, что обе машины по скорости одинаковы с небольшим преимуществом IBM 701, но UNIVAC 1103 похвалили за очень быстрые устройства ввода-вывода.

## Клиенты - пользователи компьютеров IBM 701
1. Всемирная штаб-квартира IBM. Нью-Йорк, штат Нью-Йорк (1952);
2. Лос-Аламосская лаборатория Калифорнийского университета. Лос-Аламос, Нью-Мексико (1953);
3. Lockheed Aircraft Company, Глендейл, Калифорния (1953);
4. Агентство национальной безопасности, Вашингтон, округ Колумбия (1953);
5. Douglas Aircraft Company. Санта-Моника, Калифорния (1953);
6. General Electric Company. Локленд[англ.], Огайо (1953);
7. Convair. Форт-Уэрт, Техас (1953);
8. ВМС США, Иньокерн[англ.], Калифорния (1953);
9. United Aircraft. Хартфорд, Коннектикут (1953);
10. North American Aviation. Санта-Моника, Калифорния (1953);
11. Rand Corporation. Санта-Моника, Калифорния (1953)[4];
12. Boeing Corporation. Сиэтл, штат Вашингтон (1953);
13. Douglas Aircraft Company. Эль-Сегундо[англ.]*, Калифорния (1954);
14. Корпус снабжения морской авиации ВМС США. Филадельфия, Пенсильвания (1954);
15. Ливерморская лаборатория Калифорнийского университета. Ливермор, Калифорния (1954);
16. General Motors Corporation. Детройт, Мичиган (1954);
17. Lockheed Aircraft Company, Глендейл, Калифорния (1954);
18. Национальная метеорологическая служба. Вашингтон, округ Колумбия (1955);
19. DuPont Central Research. Уилмингтон, Делавэр (1954)[5].